# Ponte Molino
Il Ponte Molino o Ponte dei Molini è un ponte di Padova che attraversa il Tronco Maestro, ramo del fiume Bacchiglione. La costruzione è databile alla tarda età repubblicana ed è uno dei più antichi manufatti ad essere attraversati da mezzi di trasporto. Nell'accesso meridionale del ponte, si innalza Porta Molino.

## Storia

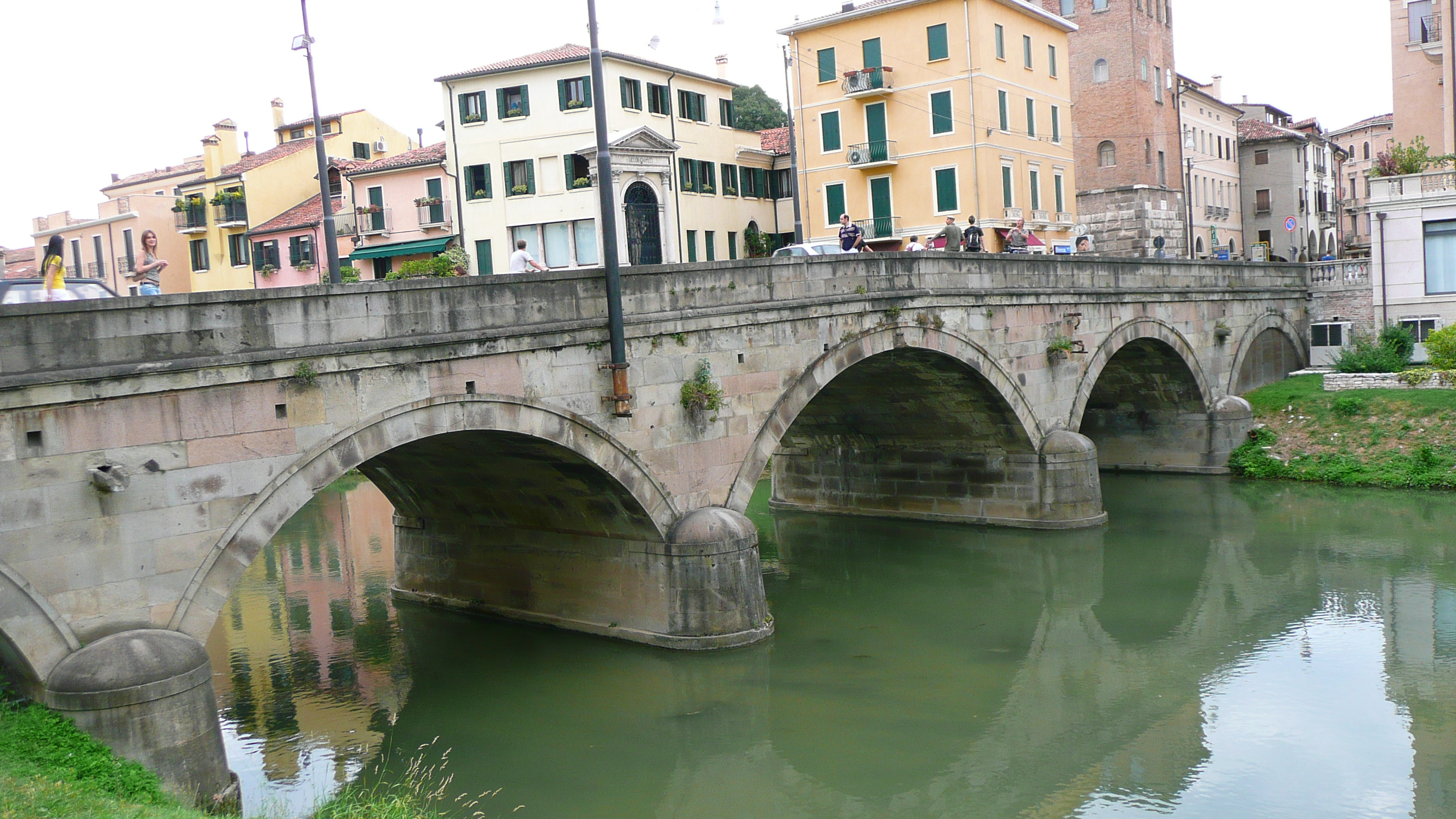
Il ponte da meridione. Tra gli edifici spicca la Torre di Ezzelino.

Eretto tra il 30 ed il 40 a.C. venne restaurato in età medievale e nel XIX secolo. Sul ponte passa quella che era la strada più importante della città, la Stra' Maggiore e dava accesso alla Porta Molino. Nel XIII secolo venne protetto da strutture difensive, come testimonia la Torre di Ezzelino. Sotto le sue arcate già dal X secolo si impiantarono numerosi mulini natanti che si accalcarono sotto le cinque arcate del ponte. Le trentatré ruote idrauliche funzionarono sino al 1883, quando i mulini furono rovinati da un'alluvione e quindi demoliti. Oggi il monumento attende un'attenta rivalutazione.

## Descrizione

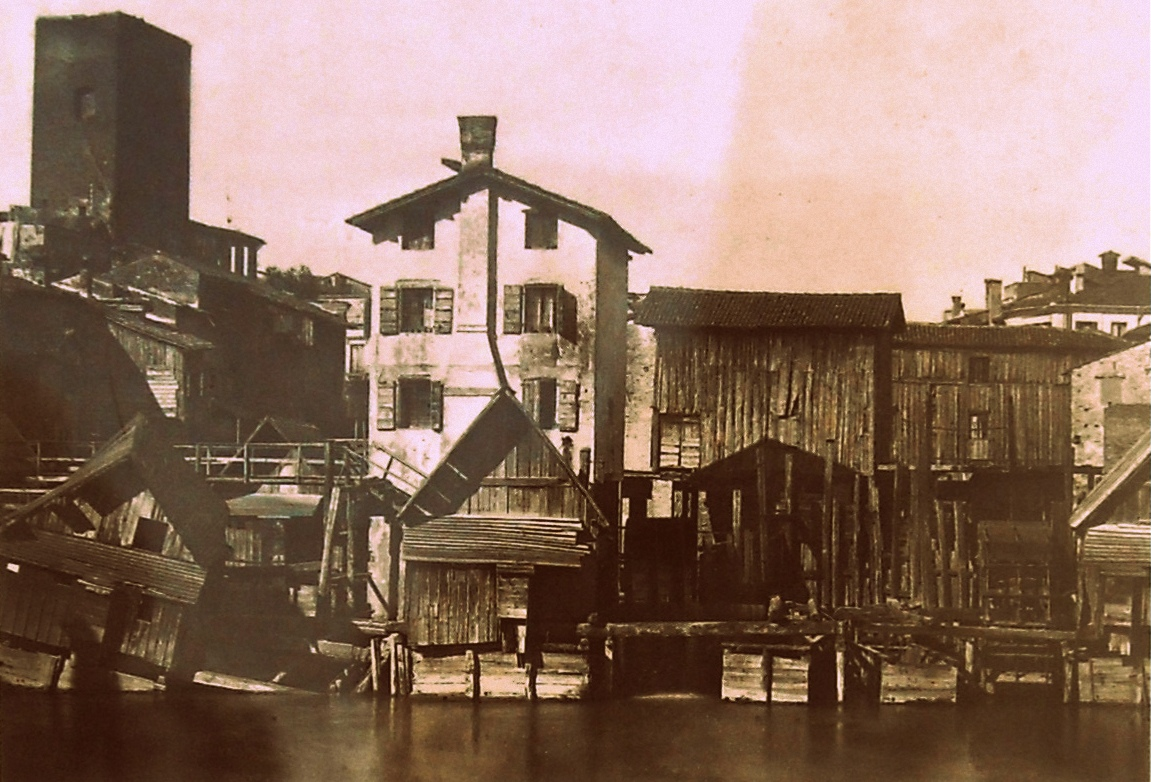
Gli antichi mulini natanti a valle del ponte prima della demolizione. L'edificio in muratura si innalzava al centro del Tronco Maestro. Si riconosce Porta Molino.

Il ponte è similare agli alti ponti di Età Romana presenti in città, ma spicca per ampiezza e larghezza. Le cinque arcate attraversano il Bacchiglione sono ribassate, costruite in pietra. I rostri sono stati aggiunti nel XIX secolo. L'arcata maggiore regge anche un capitello votivo settecentesco recante l'effigie della Madonna dei Molini.